# ماجاراكينت
ماجاراكينت (بالروسية: Магарамкент) هي منطقةٌ ريفية ومركز إداري في منطقة ماجاراكينت في داغستان في روسيا.

## الجغرافيا
تقع ماجاراكينت في جنوب داغستان على بعد 180 كم من ماخاتشكالا. حدود الدولة في الاتحاد الروسي وجمهورية أذربيجان تعبر إلى الجنوب من القرية.

### المناخ
وفقًا تصنيف كوبن للمناخ، فإنَّ ماجاراكينت تحظى بمناخٍ شبه استوائي، حيث يكون الشتاء دافئ وجاف مع عدم وجود غطاء ثلجي ويكون الصيف حارًا وجافًا.

## تعداد السكان
بلغ تعداد سكان ماجاراكينت عام 1959 حوالي 1821 نسمة، وفي 1970 حوالي 3352 نسمة، وفي 1979 حوالي 3758 نسمة، وفي 1989 حوالي 4327 نسمة، وفي 2002 حوالي 6266 نسمة، وفي 2010 حوالي 6953 نسمة.